# Турковський Михайло Максимович
Турковський Михайло Максимович (пом. 1739) — Генеральний писар з 16 грудня 1728 по 1739 рр. за правління Данила Апостола і в складі Правління гетьманського уряду під час Глухівського періоду в історії України.

## Біографія
В 1706 році Михайло Максимович Турковський обирається Мглинським сотником. На цій посаді він працює до 1707 чи 1710 року. Перед цим він іменується як «дозорця почепівський». Розпочав службу «при боку гетьмана Мазепи», потрапив в шведський полон.
30 травня 1707 р. купив млин у селі Вормин на р. Вормин у значного військового товариша Степана Сейновича.
А потім (з 1710 по 1729 роки) він вже господар Гадяцького замку.

## Управління Генеральною канцелярією Данила Апостола
Михайло Максимович Турковський 16 грудня 1728 року офіційно призначається Генеральним писарем. Керує він Генеральною військовою канцелярією гетьмана Данила Апостола до 1734 року. Але залишається генеральним писарем і після смерті гетьмана — до 1739 року.
Помер М. Турковський у 1739 р. Але за інформацією історика Олександра Лазаревського, Михайло Максимович помер у 1737 р.